# 上海熱線
上海熱線是中華人民共和國上海市的一個資訊網站，於1996年開站。上海热线隸屬於中国电信上海分公司，由上海信息产业（集團）有限公司主办。上海热线上的信息有10大类20多个分类栏目信息。

## 外部連結
- 官方网站